# Taipé Chinês nos Jogos Olímpicos de Verão de 2024
Taipé Chinês participou dos Jogos Olímpicos de Verão de 2024, realizados em Paris, na França. Foi a 16.ª aparição do país nos Jogos Olímpicos de Verão desde a estreia como República da China em Melbourne 1956, sendo representado por 60 atletas que competiram em 16 esportes.
Conquistou sete medalhas, sendo duas de ouro com Lin Yu-ting na categoria até 57 kg feminino do boxe e com a dupla Lee Yang e Wang Chi-lin nas duplas masculinas do badminton; e cinco de bronze, com Lee Meng-yuan no skeet masculino do tiro esportivo, Tang Chia-hung na barra fixa da ginástica artística, Kuo Hsing-chun na categoria até 59 kg feminino do halterofilismo e duas no boxe feminino, com Wu Shih-yi (–60 kg) e Chen Nien-chin (–66 kg).

## Medalhas
| Atleta                | Esporte             | Evento             | Medalha |
| --------------------- | ------------------- | ------------------ | ------- |
| Lee Yang Wang Chi-lin | Badminton           | Duplas masculinas  | Ouro    |
| Lin Yu-ting           | Boxe                | Até 57 kg feminino | Ouro    |
| Lee Meng-yuan         | Tiro                | Skeet masculino    | Bronze  |
| Wu Shih-yi            | Boxe                | Até 60 kg feminino | Bronze  |
| Tang Chia-hung        | Ginástica artística | Barra fixa         | Bronze  |
| Chen Nien-chin        | Boxe                | Até 66 kg feminino | Bronze  |
| Kuo Hsing-chun        | Halterofilismo      | Até 59 kg feminino | Bronze  |

## Competidores
Esta foi a participação por modalidade nesta edição:
| Esporte        | Masculino | Feminino | Total |
| -------------- | --------- | -------- | ----- |
| Atletismo      | 3         | 1        | 4     |
| Badminton      | 4         | 2        | 6     |
| Boxe           | 2         | 4        | 6     |
| Breaking       | 1         | 0        | 1     |
| Canoagem       | 2         | 1        | 3     |
| Esgrima        | 1         | 0        | 1     |
| Ginástica      | 1         | 1        | 2     |
| Golfe          | 2         | 2        | 4     |
| Halterofilismo | 0         | 3        | 3     |
| Judô           | 1         | 2        | 3     |
| Natação        | 1         | 1        | 2     |
| Taekwondo      | 0         | 1        | 1     |
| Tênis          | 0         | 4        | 4     |
| Tênis de mesa  | 3         | 3        | 6     |
| Tiro           | 2         | 6        | 8     |
| Tiro com arco  | 3         | 3        | 6     |
| Total          | 26        | 34       | 60    |